# О мишевима и људима (филм из 1939)
О мишевима и људима (енгл. Of Mice and Men) је амерички драмски филм из 1939. године, режисера и продуцента Луиса Мајлстоуна, заснован на истоименој новели Џона Стајнбека. Главне улоге у филму тумаче Берџес Мередит, Бети Филд, Лон Чејни Млађи, Чарлс Бикфорд и Роман Бонен. Филм прати двојицу људи, Џорџа и његовог слабоумног пријатеља Ленија, који покушавају да преживе прљаве тридесете и остваре свој сан да поседују сопствену фарму, уместо да стално раде за друге.
Филм је био номинован за четири Оскара, укључујући и онај за најбољи филм. Музику је компоновао амерички композитор Арон Копланд. Објављен 1939. године, филм је током 1980-их и 1990-их доживео поновна приказивања у биоскопима, на видео-касетама и кабловској телевизији, стекaвши публику обожавалаца (и гледалаца и филмских критичара) који су хвалили ову екранизацију новеле Џона Стајнбека.

## Радња
Џорџ Милтон и ментално заостали Лени Смол, двојица сезонских радника у Калифорнији у периоду Велике депресије, сањају да ће једног дана успети да се скрасе на сопственом комаду земље.
Њих двојица стижу на ранч близу Соледада и упознају Кендија, остарелог радника са једном руком. Након сусрета са газдом ранча, Џексоном, Џорџ и Лени наилазе на Керлија, његовог насилног сина. Ситуацију додатно компликује Керлијева заводљива жена Меј, која флертује са осталим радницима. Џорџ наређује Ленију да не разговара са њом, па чак ни да је гледа, јер осећа да би Меј могла да им донесе невоље.
Кенди им предлаже да се удруже како би заједно купили фарму, и њихов сан им се чини ближим остварењу. Керли долази и прави сцену у соби за раднике након што су му се радници подсмевали пошто је оптужио Слима да му је жена код њега. Када види да се Лени смеје, Керли га свлачи са кревета и почиње да га удара у лице. На Џорџов наговор, Лени узвраћа и здроби му руку. Слим поставља Керлију ултиматум: ако каже оцу шта се догодило, он ће свима испричати истину. Керлију је наређено да каже како му је руку ухватила машина.
Упркос Слимовим напорима, Меј сазнаје истину. Када покуша да буде љубазна према Ленију, Џорџ је упозорава да се врати у кућу. Меј то одбија, говорећи да има право да разговара и флертује с ким год жели.
Следећег јутра, Меј се оштро суочава са Керлијем. Керли јој одговара да је њиховом браку крај и да ће бити отерана са ранча због свог понашања према радницима. Пре него што оде, она улази у шталу да помази неке од Слимових штенаца и затиче Ленија како јеца. Лени јој каже да је случајно убио штене јер је покушало да га уједе. Меј му исприча шта је све желела да постане пре него што је Керли уништио њене снове. Када Лени каже да воли да милује меке ствари, Меј му дозволи да јој милује косу. Међутим, када почне да је вуче прегрубо, Меј почиње да се отима и вришти. У покушају да је ућутка, Лени је ненамерно убија, сломивши јој врат.
Када Кенди и Џорџ пронађу Мејино тело, обавештавају остале и окупља се линч-руља која креће у потеру за Ленијем. Џорџ га проналази пре њих и, желећи да му поштеди болну смрт, убија га хицем у потиљак, пре него што га остали нађу.

## Улоге
| Глумац          | Улога       |
| --------------- | ----------- |
| Берџес Мередит  | Џорџ Милтон |
| Бети Филд       | Меј         |
| Лон Чејни Млађи | Лени Смол   |
| Чарлс Бикфорд   | Слим        |
| Роман Бонен     | Кенди       |
| Боб Стил        | Керли       |
| Ноа Бири Млађи  | Вит         |
| Оскар О’Шеј     | Џексон      |
| Гранвил Бејтс   | Карлсон     |
| Ли Випер        | Крукс       |
| Хелен Линд      | Сузи        |